# Wolf-Ruthart Born

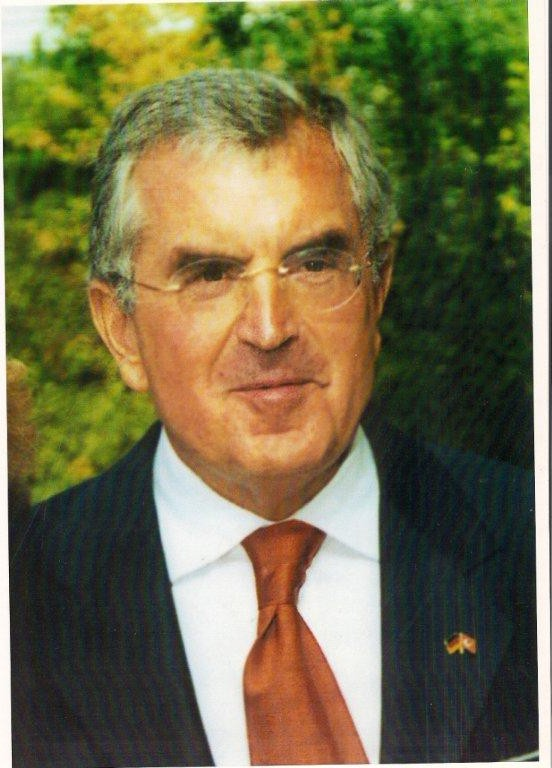
Wolf-Ruthart Born (2007)

Wolf-Ruthart Born (* 11. August 1944 in Görlitz) ist ein deutscher Diplomat, zuletzt von 2009 bis Juli 2011 Staatssekretär des Auswärtigen Amtes.

## Leben
Nach seinem Abitur ging Born als Soldat auf Zeit zur Bundeswehr und hat heute den Dienstgrad eines Oberstleutnants der Reserve. Ab 1967 studierte er Rechtswissenschaften und Geschichte in Saarbrücken und am Amherst College in den Vereinigten Staaten. Von 1972 bis 1973 studierte er am Bologna Center der School of Advanced International Studies (SAIS) der Johns Hopkins University. Zwischen 1971 und 1975 schloss er seine Ausbildung zum Volljuristen ab und arbeitete an der Deutsch-Spanischen Handelskammer in Barcelona. 1977 promovierte er mit einer völkerrechtlichen Arbeit an der Universität Kiel zum Dr. jur.
Im April 1975 trat Born als Attaché in das Auswärtige Amt ein. Von 1977 bis 1979 leitete er das Presse- und Kulturreferat an der deutschen Botschaft in Khartum/Sudan. Von 1980 bis 1982 war Leiter der Konsularabteilung an der Botschaft Buenos Aires/Argentinien. Zurück in Bonn arbeitete er dort von 1983 bis 1985 im Bundeskanzleramt, wo er für die bilateralen Beziehungen zu allen westeuropäischen Staaten einschließlich der Türkei, die Vorbereitung der Europäischen Räte und die Verhandlungen zur Gründung des Schengener Abkommens zuständig war. 1986 ging er zum Royal College for Defense Studies nach London. Zurück im Auswärtigen Amt in Bonn arbeitete er von Januar 1987 bis März 1989 im Mittelmeerreferat mit den Schwerpunkten Türkei, Griechenland und Zypern. Anschließend ging er als Ständiger Vertreter an die Botschaft in Pretoria/Südafrika. Im Oktober 1992 übernahm er die Leitung des für Visumfragen, Asyl-, Ausländerrecht und Schengen zuständige Referat in der Rechtsabteilung. Anschließend leitete er die Unterabteilung für Konsularfragen sowie in Stellvertretung die Rechtsabteilung des Auswärtigen Amtes. Als Botschafter war er von 1999 bis 2003 in Mexiko und bis 2006 in der Türkei. Von März 2006 bis Oktober 2009 leitete er die Botschaft in Madrid. Sein Nachfolger dort wurde Reinhard Silberberg, von dem Born den Posten des Staatssekretärs des Auswärtigen Amtes mit weltweiter Zuständigkeit für die politischen Beziehungen übernahm, darunter Europa, Vereinte Nationen, NATO, Abrüstung und Rüstungskontrolle. Born ist Träger zahlreicher Auszeichnungen, darunter der Orden der französischen Ehrenlegion, das Großkreuz des Ordens Isabel la Católica, der Orden Aguila Azteca und das Bundesverdienstkreuz 1. Klasse. Von 2012 bis 2017 war Born Senior Advisor der Investment Support and Promotion Agency of Turkey (ISPAT). Seit seinem Ausscheiden aus dem Auswärtigen Amt arbeitet er als International Consultant und in zahlreichen ehrenamtlichen Funktionen.
Er ist stellvertretender Vorsitzender des geschäftsführenden Vorstands des Instituts für Europäische Politik, Beiratsmitglied der Zeitschrift Business & Diplomacy, Mitglied im Advisory Board des Nah- und Mittelost-Vereins, Mitglied des Kuratoriums von AIESEC, stellvertretender Vorsitzender des Freundeskreises der Charité und Mitglied weiterer Vereinigungen.

## Schriften
- Die offene Stadt, Schutzzonen und Guerillakämpfer: Regelungen zum Schutz der Zivilbevölkerung in Kriegszeiten; unter besonderer Berücksichtigung der am 10. Juni 1977 von der Diplomatischen Konferenz in Genf verabschiedeten I. Zusatzprotokolls zu den Genfer Konventionen. Dissertation Universität Kiel 1977. Duncker und Humblot, Berlin 1978, ISBN 3-428-04112-7; Born ist zudem Verfasser zahlreicher außenpolitischer und völkerrechtlicher Aufsätze und Artikel, zum Teil auch unter seinen Vornamen Carl Friedrich Wolf. So u. a.zur Aussenpolitik des Sudans, der Lage in Zentralamerika, zum Eurokommunismus, zu Südafrika, der Türkei und Zypern, der deutschen Frage, der Entwicklung der Europäischen Gemeinschaft/EU, die zum Schengener Abkommen führenden Verhandlungen und zur europäischen und deutschen Migrations- und Asylpolitik etc.